# Whitaker's Almanack

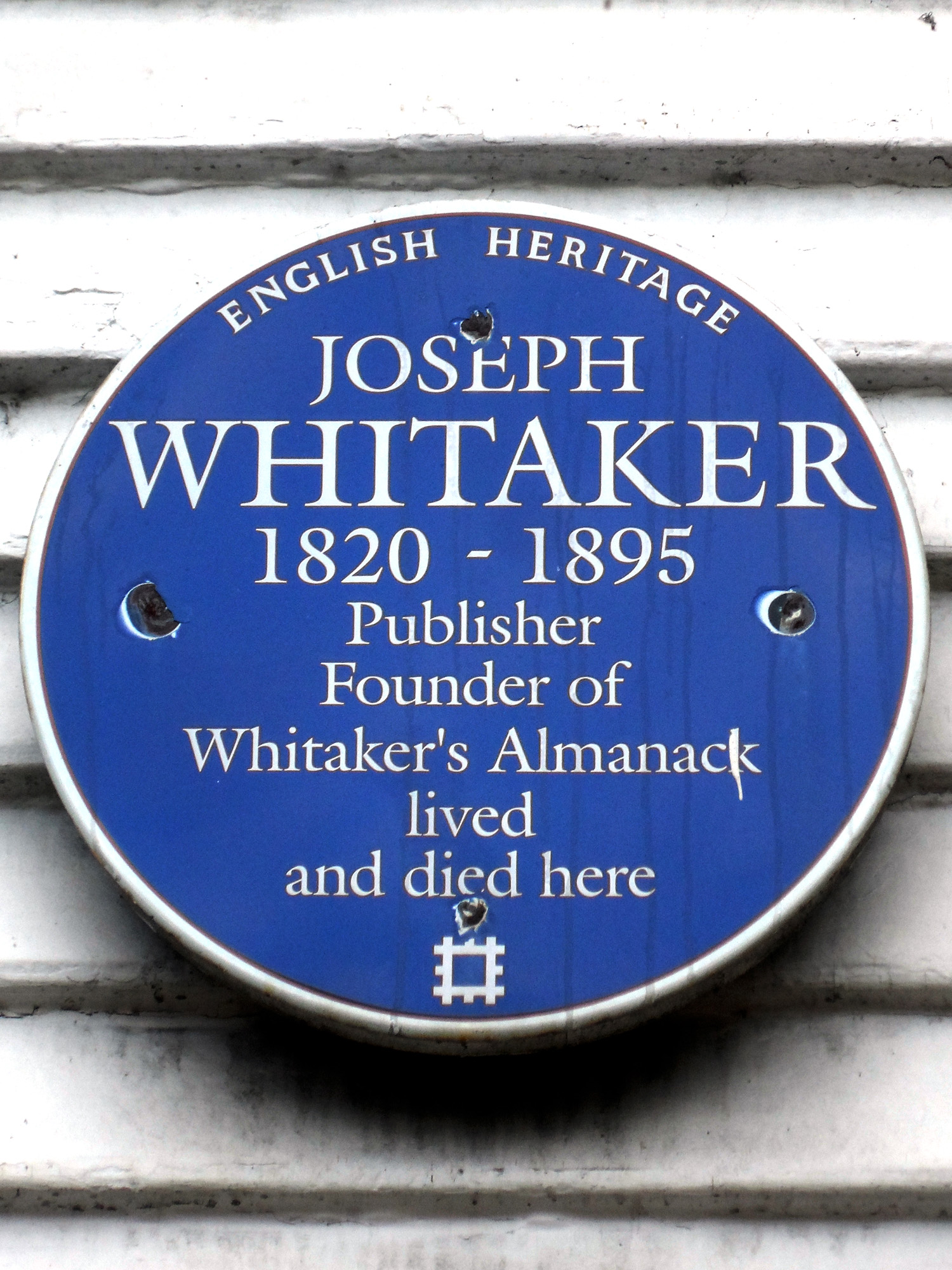
Placa conmemorativa en la casa de Joseph Whitaker en Londres

Whitaker's Almanack (Almanaque de Whitaker) es un libro de referencia, publicado anualmente en el Reino Unido. El libro fue lanzado originalmente por J. Whitaker & Sons desde 1868 a 1997, y luego por The Stationery Office, y desde 2003 por A&C Black, parte de la casa editorial independiente, Bloomsbury Publishing Plc.

## Contenido
El Almanaque se compone de artículos, listas y tablas en una amplia gama de temas, incluyendo la educación, la nobleza, los departamentos gubernamentales, de salud y las cuestiones sociales y el medio ambiente.
La sección más grande es el directorio de países, que incluye la historia reciente, la política, información económica y un panorama general la cultura. Cada edición también cuenta con una selección de ensayos críticos que se centran en los acontecimientos del año anterior. Hay una gran cantidad de datos astronómicos para el año siguiente que se publican en la parte posterior del libro.
El Almanaque de Whitaker no es una enciclopedia, pero incluye más de un anuario de los asuntos contemporáneos y un directorio de establecimientos distintos en el Reino Unido (como los clubes, los organismos públicos y universidades).
Whitaker fue premiado lo suficiente como para que Winston Churchill tuviera un interés personal en la publicación continua del libro, después de que su sede fuera destruida en el bombardeo alemán de Londres durante la Segunda Guerra Mundial (Blitz).
Una copia también está sellada en una de las Agujas de Cleopatra en la orilla norte del río Támesis.

## Formato
Cada año, el Almanaque publica en dos formatos- la Edición Estándar y la más recortada Edición Concisa. En años anteriores, un formato más extenso de la Edición Estándar encuadernado en cuero, fue producido para librerías. 
Ambas ediciones fueron rediseñadas en 1993 y 2004 para aumentar el tamaño de la página y mejorar la legibilidad.